# Johan Pedersson (Bååt)
Johan Pedersson (Bååt), död 15 januari 1574, var ett svenskt riksråd.

## Biografi
Johan Pedersson (Bååt) var son till lagmannen Peder Erlandsson (Bååt) i Ölands lagsaga och Märta Björnsdotter (pukehorn). Han blev 7 september 1542 slottsloven på Stockholms slott och 1547 riksråd. År 1561 var han sändebud till Ryssland. Johan Pedersson avled 1574 och begravdes i Sorunda kyrka.
Innehavare av Fituna i Sorunda socken, Ekeby och Häringe i Västerhaninge socken, Östanå slott i Kulla socken och Tidö slott i Rytterne socken.

### Familj
Johan Pedersson gifte sig med Kerstin Tott. Hon var dotter till hövitsmanenn Åke Göransson Tott på Kronobergs slott och Märta Bengtsdotter Ulf till Ekolsund. Kerstin Tott var änka efter riddaren Peder Olofsson Hård. Johan Pedersson och Kerstin Tott fick tillsammans barnen Peder Johansson som var gift med kammarjunfru Malin Fransdotter till drottning Catharina, Axel Johansson, furstliga rådet Åke Johansson (Bååt) (död 1588), Märta Johansdotter (död 1601) som var gift med överstebefallningsmannen Måns Eriksson Ulfsparre af Broxvik, häradshövdingen Erland Johansson (Bååt) (död 1615), Brita Johansdotter som var gift med ståthållaren Per Hansson den yngre (Forstenasläkten) och Anna Johansdotter.